# A Very Social Secretary
A Very Social Secretary é um telefilme britânico de 2005 dirigido por Jon Jones com roteiro de Alistair Beaton e estrelando Bernard Hill como David Blunkett. Por sua atuação no filme, Hill foi premiado com um BAFTA Awards de melhor ator de televisão e recebeu uma nomeação ao Emmy Internacional 2006.

## Enredo
Um filme satírico sobre o secretário de Interior do Reino Unido David Blunkett e seu caso com a editora Kimberly Quinn.

## Elenco
- Bernard Hill ... David Blunkett
- Victoria Hamilton ... Kimberly Fortier
- Robert Lindsay ... Tony Blair
- Doon Mackichan ... Cherie Blair
- Sara Stewart ... Carole Caplin
- Tobias Menzies ... Keith
- Alex Jennings ... Alastair Campbell
- Stuart McQuarrie ... Boris Johnson
- Gillian Goodman ... Mulher Gorda
- Ellie Haddington ... Pat
- Archie Panjabi ... Ashley
- Peter Sullivan ... Gould
- Leo Bill ... Flemming
- Guy Williams ... Old Etonian
- Laura Cornelius ... garçonete